# 重庆市涪陵榨菜集团股份有限公司
重庆市涪陵榨菜集团股份有限公司，商号名乌江涪陵榨菜（深交所：002507），是中国深圳证券交易所的一家上市公司，主要是以涪陵榨菜的研发、生产、销售。

## 沿革
前身是1950年成立的川东军区榨菜厂。重庆市涪陵榨菜集团股份有限公司依托涪陵榨菜原产地域优势，其“乌江牌”榨菜的产销量较大。2007年，公司销售榨菜达8.54万吨，占中国大陆市场总额12.39%。2008年，在榨菜消费量受金融危机影响下，加上重庆地区青菜生长期间遭受冰雪灾害而导致原材料价格大幅涨价的情况下，国内酱腌菜行业经历重新洗牌，公司凭借较强的产品定价能力、销售能力和完善的销售渠道，成功将榨菜市场占有率提升到13.58%。2009年，公司榨菜的市场占有率升至13.69%，居于中国大陆首位。2010年11月23日，公司在深圳证券交易所挂牌上市。公司及旗下“乌江牌”知名度较高，榨菜产品覆盖中国大陆，在中国品牌500强位列347名。